# جيد السقف
جيد السقف أو يوغيسونية (الاسم العلمي: Eugeissona)، جنس نباتات عنقودية مُزهرة من فصيلة النخلية، موطنها الأصلي بورنيو وتايلاند وماليزيا. تُوفّر أنواعه الستة أحادية المسكن مجالًا واسعًا من الاستخدامات المحلية، وتُسمّى عادةً بيرتام أو ساغو بورنيو البري. يُعدّ هذا الجنس الممثل الوحيد لقبيلة جيداوات السقف، ولا يمتلك سوى عدد قليل جدًا من الأقارب الظاهرين؛ توجد الأزهار الخنثى والأسدية أيضًا في جنس خشبي اللب، إلا أن خصائصه التخصصية الأخرى فريدة، مما يُشير إلى انقسامٍ وتمايزٍ مُبكّر عن الأنواع الأخرى من قبيلة قلاموساوية. عُثر على حبوب لقاح متحجرة تنتمي إلى هذه النباتات في رواسب العصر الميوسيني السفلي والوسطى في سراوق. الاسم العلمي مُشتقّ من كلمتين يونانيتين تعنيان "جيد" و"سقف"، نظرًا لاستخدامها الشائع في تكسية الأسقف بالقش.